# Barlow (Yorkshire du Nord)
Pour les articles homonymes, voir Barlow.
Barlow est un village et une paroisse civile du Yorkshire du Nord, en Angleterre.